# توماس فلانغن (كاهن كاثوليكي)
توماس فلانغن (بالإنجليزية: Thomas Flanagan)‏ هو كاهن كاثوليكي أمريكي، ولد في 23 أكتوبر 1930 في راثمور ‏ في جمهورية أيرلندا. توفي في 9 أكتوبر 2019.